# Phaonia adriani
Phaonia adriani är en tvåvingeart som beskrevs av Zinovjev 1994. Phaonia adriani ingår i släktet Phaonia och familjen husflugor. Inga underarter finns listade i Catalogue of Life.